# Bajevica
Bajevica (em cirílico: Бајевица) é uma vila da Sérvia localizada no município de Novi Pazar, pertencente ao distrito de Ráscia, na região de Ráscia e Sanjaco. A sua população era de 539 habitantes segundo o censo de 2011.

## Demografia
| 1948 | 1953 | 1961 | 1971 | 1981 | 1991 | 2002 | 2011 |
| ---- | ---- | ---- | ---- | ---- | ---- | ---- | ---- |
| 383  | 407  | 468  | 468  | 527  | 577  | 563  | 539  |